# Шкумбини (футбольный клуб)
«Шкумбини» (алб. Shkumbuni Peqin) — албанский футбольный клуб из города Пекин, выступающий в Первом дивизионе Албании. Основан в 1924 году. Домашние матчи проводит на стадионе Фуша спортиве Пекини, вмещающем 5 000 зрителей.

## История
Клуб был основан в 1924 году, основателем стал Адем Бедали. После создания общенациональной системы лиг в Албании, «Шкумбини» начал выступать в низших дивизионах. Первый успех к команде пришёл в 1936 году, когда в финальном матче за победу в Кубке региона Дуррес был повержен клуб «Аполония Фиери», этот турнир был приравнен ко второму дивизиону.
В 1951 году клуб был реорганизован под названием «Пуна Пекин», в 1958 году возвращено историческое название «Шкумбини». Долгие годы команда выступала в низших дивизионах, до тех пор пока в сезоне 1993/94 не заняла второе место в первом дивизионе и вышла в Суперлигу.
Первый сезон в элите стал относительно удачным — «Шкумбини» одержал 11 побед, сыграл 8 матчей вничью и 11 раз проиграл, финишировав на 7-м месте из 16 команд, в дебютном матче на своём поле был обыгран неоднократный чемпион страны «Тирана» 1:0. В сезоне 1997/98 клуб занял четвёртое место в лиге, что стало лучшим результатом в его истории, в этом же сезоне форвард «Шкумбини» Дориан Бубеки стал лучшим бомбардиром чемпионата с 26 голами. Затем в течение полутора десятилетий клуб был крепким середняком чемпионата. В сезоне 2011/12 ещё один форвард «Шкумбини», Роланд Дервиши, выиграл спор бомбардиров лиги, забив 20 голов. На рубеже 2000-х и 2010-х в «Шкумбини» практически каждый сезон менялся тренер, в том числе команду возглавляли известные воспитанники местного футбола Сокол Браница и Гугаш Магани.
В сезоне 2012/13 «Шкумбини» занял девятое место в чемпионате среди 12 команд и оказался в числе вылетевших. С сезона 2013/14 выступает в первом дивизионе.

## Достижения
- В чемпионате Албании — 4 место (1997/1998)
- В кубке Албании — полуфинал (1990/00, 2006/07, 2008/09, 2009/10)